# Светско првенство у фудбалу 1962.
Светско првенство у фудбалу 1962. је седмо по реду светско првенство. Одржано је у Чилеу од 30. маја до 17. јуна. Одлука о домаћинству првенства је донета у јулу 1956. на седници ФИФЕ, да би се завршница светског првенства после дванаест година вратила на јужноамерички континент. Титулу шампиона је освојила репрезентација Бразила, која је у финалу победила Чехословачку са резултатом 3:1. Ово је Бразилу била друга титула светског првака.

## Квалификације
Укупно је 56 репрезентација узело учешће у квалификацијама за светско првенство у фудбалу 1962. године. Ове репрезентације су се такмичиле за 16 места колико је требало екипа да учествује на завршном турниру у Чилеу. Аутоматски су били квалификовани једино Чиле, као домаћин, и Бразил, као актуелни светски шампион, тако да је остало 14 места за попуњавање.
Победницима четири најслабије конфедерације, Северна Америка (NAFC), Централна Америка и Кариби (CCCF), Африка (CAF) и Азија (AFC), није било гарантовано учешће на финалном такмичењу. Уместо тога су свака од њих да игра плејоф утакмицу са тимом из Европе (UEFA) или Јужне Америке (CONMEBOL).
Од 56 пријављених тимова 49 је одиграло бар једну квалификациону утакмицу. Укупно је одиграно 92 квалификациона меча и постигнуто је 325 голова (просек од 3,53 по утакмици).

## Завршно такмичење
Формат такмичења није био промењен од претходног првенства одржаног 1958. године, 16 тимова је било распоређено у четири групе по четири тима. Носиоци група су били одређени 18. јануара 1962. и то су биле фудбалске репрезентације Бразила, Енглеске, Италије и Уругваја.. Два првопласирана тима из сваке групе су се квалификовале за четвртфинална такмичења.
Две године раније, у мају 1960. године, Чиле је доживео веома јак земљотрес магнитуде од 9,5, који је оштетио многе инфраструктуре. Међутим захваљујући напорима државе и Карлоса Дитборна, председника организационог комитета, игре нису биле погођене овом природном несрећом. Стадион у Арики је добио име њему у почаст.
| Прво место Друго место Треће место | Четврто место Од 5. до 8. места Од 9. до 16. места |

## Први круг
Такмичење је било обележено са доста грубости. Пеле се повредио још на првој утакмици против Чехословачке. Ипак најгрубља је била утакмица између домаћина Чилеа и Италије (2:0). Ова утакмица је у новинским извештајима призвана Сантјашка битка. Два италијанска играча су била искључена, а репрезентативце Италије је на крају утакмице полиција морала да испрати са терена.
После утакмица прве рунде у првој групи на челу табеле су се нашли Бразил и Чехословачка. У другој групи место у четвртфиналу су обезбедили СССР и Југославија. Мађарска и Енглеска су били први и други у трећој групи а исту позицију у четвртој групи су заузеле репрезентације Немачке и домаћина Чилеа.

## Други круг
Други круг је донео једно изненађење, Чиле је победио европског шампиона репрезентацију СССР-а (2:1), док је вицешампион Европе репрезентација Југославије предвођена Шекуларцем победила репрезентацију западне Немачке са 1:0 и вратила јој за пораз од прошлог светског првенства. Овом победом Југославија је обезбедила себи место у полуфиналу да игра против репрезентације Чехословачке која је елиминисала Мађарску (1:0).
Бразил је наставио свој поход ка светској титули и головима Ваве и ненадмашног Гаринче елиминисала Енглеску резултатом 3:1.

## Полуфиналне утакмице
Због неочекиване победе репрезентације земље домаћина, места одржавања полуфиналних сусрета су коригована. Југославија је играла против Чехословачке у граду Вина дел Мар пред само око 6.000 гледалаца и изгубила са 3:1.
Друга полуфинална утакмица је међутим изазвала велико интересовање и играна је испред пуног стадиона и 76.600 гледалаца. Бразил је поновио једну од својих одличних игара и елиминисао домаћина резултатом од 4:2. На овој утакмици је Гаринча је био искључен заједно са Ландом из репрезентације Чилеа.
На утакмици за треће место исти играч који је својим голом елиминисао СССР, Еладио Рохас, је постигао гол против Југославије и тако обезбедио Чилеу трећу позицију и уједно највећи успех Чилеа у дотадашњој историји чилеанског фудбала.

## Финална утакмица
Финална утакмица светског првенства се играла у Сантијагу на стадиону Национал, испред 69.000 гледалаца.
Бразил се поново, слично као на светском првенству четири године раније, нашао у ситуацији да јури резултат. Само после 15 минута игре чехословачка је голом Масопуста повела са 1:0. Међутим та јурњава није дуго трајала, два минута касније Бразил је изједначио, после грешке чехословачког голмана Шројфа, голом Амарилда а Зито и Вава су се побринули за коначни резултат утакмице од 3:1 за Бразил. Своју другу титулу светског шампиона Бразил је у финалу освојио без Пелеа, који је био повређен.

## Резултати

### Први круг

#### Група 1
| Репрезентација  | Ута | П | Н | И | ГД | ГП | PG   | Поена |
| --------------- | --- | - | - | - | -- | -- | ---- | ----- |
| Совјетски Савез | 3   | 2 | 1 | 0 | 8  | 5  | 1.60 | 5     |
| Југославија     | 3   | 2 | 0 | 1 | 8  | 3  | 2.67 | 4     |
| Уругвај         | 3   | 1 | 0 | 2 | 4  | 6  | 0.67 | 2     |
| Колумбија       | 3   | 0 | 1 | 2 | 5  | 11 | 0.45 | 1     |

| 30. мај 1962. 15:00                   |            |                             |                                                                         |
| Уругвај                               | 2 : 1      | Колумбија                   | Арика Стадион Карлос Дитборн Судија: Дороги (Мађарска) Гледалаца: 7.908 |
| Хосе Сасија 56’ 79’ · Луис Кубиља 75’ | (Извештај) | Франциско Зулуага 19’ (пен) | Арика Стадион Карлос Дитборн Судија: Дороги (Мађарска) Гледалаца: 7.908 |

| 31. мај 1962. 15:00                                    |            |             |                                                                      |
| Совјетски Савез                                        | 2 : 0      | Југославија | Арика Стадион Карлос Дитборн Судија: Душ (Немачка) Гледалаца: 15.000 |
| Валентин Козмич Иванов 51’ 79’ · Виктор Понедељник 83’ | (Извештај) |             | Арика Стадион Карлос Дитборн Судија: Душ (Немачка) Гледалаца: 15.000 |

| 2. јун 1962. 15:00                           |            |                   |                                                                            |
| Југославија                                  | 3 : 1      | Уругвај           | Арика Стадион Карлос Дитборн Судија: Галба (Чехословачка) Гледалаца: 8.829 |
| Скоблар 25’ (пен) · Галић 29’ · Јерковић 49’ | (Извештај) | Анхел Кабрера 19’ | Арика Стадион Карлос Дитборн Судија: Галба (Чехословачка) Гледалаца: 8.829 |

| 3. јун 1962. 15:00                                                        |            |                                                                            |                                                                           |
| Совјетски Савез                                                           | 4 : 4      | Колумбија                                                                  | Арика Стадион Карлос Дитборн Судија: Ецел Филхо (Бразил) Гледалаца: 8.040 |
| Валентин Козмич Иванов 8’ 11’ · Игор Численко 10’ · Виктор Понедељник 56’ | (Извештај) | Херман Акерос 21’ · Маркос Кол 68’ · Антонио Рада 72’ · Марино Клингер 86’ | Арика Стадион Карлос Дитборн Судија: Ецел Филхо (Бразил) Гледалаца: 8.040 |

| 6. јун 1962. 15:00                               |            |                 |                                                                      |
| Совјетски Савез                                  | 2 : 1      | Уругвај         | Арика Стадион Карлос Дитборн Судија: Ђани (Италија) Гледалаца: 9.973 |
| Алексеј Мамикин 38’ · Валентин Козмич Иванов 89’ | (Извештај) | Хосе Сасија 54’ | Арика Стадион Карлос Дитборн Судија: Ђани (Италија) Гледалаца: 9.973 |

| 7. јун 1962. 15:00                           |            |           |                                                                     |
| Југославија                                  | 5 : 0      | Колумбија | Арика Стадион Карлос Дитборн Судија: Роблес (Чиле) Гледалаца: 7.167 |
| Галић 20’ 61’ · Јерковић 25’ 87’ · Мелић 82’ | (Извештај) |           | Арика Стадион Карлос Дитборн Судија: Роблес (Чиле) Гледалаца: 7.167 |

#### Група 2
| Репрезентација  | Ута | П | Н | И | ГД | ГП | PG   | Поена |
| --------------- | --- | - | - | - | -- | -- | ---- | ----- |
| Западна Немачка | 3   | 2 | 1 | 0 | 4  | 1  | 4.00 | 5     |
| Чиле            | 3   | 2 | 0 | 1 | 5  | 3  | 1.67 | 4     |
| Италија         | 3   | 1 | 1 | 1 | 3  | 2  | 1.50 | 3     |
| Швајцарска      | 3   | 0 | 0 | 3 | 2  | 8  | 0.25 | 0     |

| 30. мај 1962. 15:00                      |            |                |                                                                       |
| Чиле                                     | 3 : 1      | Швајцарска     | Сантијаго Стадион Национал Судија: Естон (Енглеска) Гледалаца: 65.000 |
| Лионел Санчез 44’ 55’ · Жаме Рамирез 51’ | (Извештај) | Ролф Витрих 6’ | Сантијаго Стадион Национал Судија: Естон (Енглеска) Гледалаца: 65.000 |

| 31. мај 1962. 15:00                      |            |                |                                                                         |
| Западна Немачка                          | 0 : 0      | Италија        | Сантијаго Стадион Национал Судија: Давидсон (Шкотска) Гледалаца: 65.440 |
| Лионел Санчез 44’ 55’ · Жаме Рамирез 51’ | (Извештај) | Ролф Витрих 6’ | Сантијаго Стадион Национал Судија: Давидсон (Шкотска) Гледалаца: 65.440 |

| 2. јун 1962. 15:00                |            |         |                                                                       |
| Чиле                              | 2 : 0      | Италија | Сантијаго Стадион Национал Судија: Естон (Енглеска) Гледалаца: 66.057 |
| Жаме Рамирез 73’ · Хорхе Торо 87’ | (Извештај) |         | Сантијаго Стадион Национал Судија: Естон (Енглеска) Гледалаца: 66.057 |

| 3. јун 1962. 15:00                   |            |                 |                                                                       |
| Западна Немачка                      | 2 : 1      | Швајцарска      | Сантијаго Стадион Национал Судија: Хорн (Холандија) Гледалаца: 64.922 |
| Алберт Брилс 45’ 55’ · Уве Зелер 59’ | (Извештај) | Хајнц Шнитер 6’ | Сантијаго Стадион Национал Судија: Хорн (Холандија) Гледалаца: 64.922 |

| 6. јун 1962. 15:00                          |            |      |                                                                         |
| Западна Немачка                             | 2 : 0      | Чиле | Сантијаго Стадион Национал Судија: Давидсон (Шкотска) Гледалаца: 67.224 |
| Хорст Симанак 21’ (пен) 55’ · Уве Зелер 82’ | (Извештај) |      | Сантијаго Стадион Национал Судија: Давидсон (Шкотска) Гледалаца: 67.224 |

| 7. јун 1962. 15:00                       |            |            |                                                                     |
| Италија                                  | 3 : 0      | Швајцарска | Сантијаго Стадион Национал Судија: Латичев (СССР) Гледалаца: 59.828 |
| Бруно Мора 1’ · Ђакомо Булгарели 65’ 67’ | (Извештај) |            | Сантијаго Стадион Национал Судија: Латичев (СССР) Гледалаца: 59.828 |

#### Група 3
| Репрезентација | Ута | П | Н | И | ГД | ГП | PG   | Поена |
| -------------- | --- | - | - | - | -- | -- | ---- | ----- |
| Бразил         | 3   | 2 | 1 | 0 | 4  | 1  | 4.00 | 5     |
| Чехословачка   | 3   | 1 | 1 | 1 | 2  | 3  | 0.67 | 3     |
| Мексико        | 3   | 1 | 0 | 2 | 3  | 4  | 0.75 | 2     |
| Шпанија        | 3   | 1 | 0 | 2 | 2  | 3  | 0.67 | 2     |

| 30. мај 1962. 15:00         |            |         |                                                                             |
| Бразил                      | 2 : 0      | Мексико | Виња дел Мар Стадион Саусалито Судија: Динст (Швајцарска) Гледалаца: 10.484 |
| Марио Загало 56’ · Пеле 73’ | (Извештај) |         | Виња дел Мар Стадион Саусалито Судија: Динст (Швајцарска) Гледалаца: 10.484 |

| 31. мај 1962. 15:00 |            |         |                                                                             |
| Чехословачка        | 1 : 0      | Шпанија | Виња дел Мар Стадион Саусалито Судија: Штајнер (Аустрија) Гледалаца: 12.700 |
| Јозеф Штибрањи 80’  | (Извештај) |         | Виња дел Мар Стадион Саусалито Судија: Штајнер (Аустрија) Гледалаца: 12.700 |

| 2. јун 1962. 15:00 |            |              |                                                                            |
| Бразил             | 0 : 0      | Чехословачка | Виња дел Мар Стадион Саусалито Судија: Швинт (Француска) Гледалаца: 14.903 |
|                    | (Извештај) |              | Виња дел Мар Стадион Саусалито Судија: Швинт (Француска) Гледалаца: 14.903 |

| 3. јун 1962. 15:00 |            |         |                                                                                |
| Шпанија            | 1 : 0      | Мексико | Виња дел Мар Стадион Саусалито Судија: Тешанић (Југославија) Гледалаца: 11.875 |
| Жоакин Пеиро 90’   | (Извештај) |         | Виња дел Мар Стадион Саусалито Судија: Тешанић (Југославија) Гледалаца: 11.875 |

| 6. јун 1962. 15:00                  |            |                       |                                                                            |
| Бразил                              | 2 : 1      | Шпанија               | Виња дел Мар Стадион Саусалито Судија: Бустаманте (Чиле) Гледалаца: 18.715 |
| Амарило Таварес да Силвеира 72’ 86’ | (Извештај) | Аделардо Родригез 35’ | Виња дел Мар Стадион Саусалито Судија: Бустаманте (Чиле) Гледалаца: 18.715 |

| 7. јун 1962. 15:00                                                     |            |                 |                                                                             |
| Мексико                                                                | 3 : 1      | Чехословачка    | Виња дел Мар Стадион Саусалито Судија: Динст (Швајцарска) Гледалаца: 10.648 |
| Исидоро Дијаз 12’ · Алфредо дел Агила 29’ · Хектор Хернандез 90’ (пен) | (Извештај) | Вацлав Машек 1’ | Виња дел Мар Стадион Саусалито Судија: Динст (Швајцарска) Гледалаца: 10.648 |

#### Група 4
| Репрезентација | Ута | П | Н | И | ГД | ГП | PG   | Поена |
| -------------- | --- | - | - | - | -- | -- | ---- | ----- |
| Мађарска       | 3   | 2 | 1 | 0 | 8  | 2  | 4.00 | 5     |
| Енглеска       | 3   | 1 | 1 | 1 | 4  | 3  | 1.33 | 3     |
| Аргентина      | 3   | 1 | 1 | 1 | 2  | 3  | 0.67 | 3     |
| Бугарска       | 3   | 0 | 1 | 2 | 1  | 7  | 0.14 | 1     |

| 30. мај 1962. 15:00 |            |          |                                                                           |
| Аргентина           | 1 : 0      | Бугарска | Ранкагуа Стадион Ел Тененте Судија: Гардазабал (Шпанија) Гледалаца: 7.134 |
| Хектор Факундо 4’   | (Извештај) |          | Ранкагуа Стадион Ел Тененте Судија: Гардазабал (Шпанија) Гледалаца: 7.134 |

| 31. мај 1962. 15:00                  |            |          |                                                                       |
| Мађарска                             | 2 : 1      | Енглеска | Ранкагуа Стадион Ел Тененте Судија: Хорн (Холандија) Гледалаца: 7.938 |
| Лајош Тихи 17’ · Флоријан Алберт 61’ | (Извештај) |          | Ранкагуа Стадион Ел Тененте Судија: Хорн (Холандија) Гледалаца: 7.938 |

| 2. јун 1962. 15:00                                          |            |                    |                                                                      |
| Енглеска                                                    | 3 : 1      | Аргентина          | Ранкагуа Стадион Ел Тененте Судија: Регинато (Чиле) Гледалаца: 9.794 |
| Рон Флауверс 60’ (пен) · Боби Чарлтон 42’ · Џими Грејвс 67’ | (Извештај) | Хосе Санфилипо 81’ | Ранкагуа Стадион Ел Тененте Судија: Регинато (Чиле) Гледалаца: 9.794 |

| 3. јун 1962. 15:00                                               |            |                    |                                                                           |
| Мађарска                                                         | 6 : 1      | Бугарска           | Ранкагуа Стадион Ел Тененте Судија: Гардазабал (Шпанија) Гледалаца: 7.442 |
| Флоријан Алберт 1’ 6’ 53’ · Лајош Тихи 8’ 70’ · Ерне Шољмоши 12’ | (Извештај) | Георги Соколов 64’ | Ранкагуа Стадион Ел Тененте Судија: Гардазабал (Шпанија) Гледалаца: 7.442 |

| 6. јун 1962. 15:00 |            |           |                                                                      |
| Мађарска           | 0 : 0      | Аргентина | Ранкагуа Стадион Ел Тененте Судија: Јамасаки (Перу) Гледалаца: 7.945 |
|                    | (Извештај) |           | Ранкагуа Стадион Ел Тененте Судија: Јамасаки (Перу) Гледалаца: 7.945 |

| 7. јун 1962. 15:00 |            |          |                                                                        |
| Енглеска           | 0 : 0      | Бугарска | Ранкагуа Стадион Ел Тененте Судија: Блавиер (Белгија) Гледалаца: 5.700 |
|                    | (Извештај) |          | Ранкагуа Стадион Ел Тененте Судија: Блавиер (Белгија) Гледалаца: 5.700 |

- Енглеска се квалификовала у даље такмичење због боље гол-разлике од Аргентине.

### Нокаут фаза
|  | Четвртфинале           | Четвртфинале           |                     |   | Полуфинале  | Полуфинале  |  |  | Финале | Финале |
|  |                        |                        |                     |   |             |             |  |  |        |        |
|  | 10. јун – Арика        |                        |                     |   |             |             |  |  |        |        |
|  |                        |                        |                     |   |             |             |  |  |        |        |
|  | Совјетски Савез        | 1                      |                     |   |             |             |  |  |        |        |
|  | Совјетски Савез        | 1                      | 13. јун - Сантијаго |   |             |             |  |  |        |        |
|  | Чиле                   | 2                      |                     |   |             |             |  |  |        |        |
|  | Чиле                   | 2                      | Чиле                | 2 |             |             |  |  |        |        |
|  | 10. јун - Виња дел Мар |                        | Чиле                | 2 |             |             |  |  |        |        |
|  |                        | Бразил                 | 4                   |   |             |             |  |  |        |        |
|  | Бразил                 | Бразил                 | 4                   | 3 |             |             |  |  |        |        |
|  | Бразил                 |                        | 17. јун – Сантијаго | 3 |             |             |  |  |        |        |
|  | Енглеска               | 1                      |                     |   |             |             |  |  |        |        |
|  | Енглеска               | 1                      | Бразил              | 3 |             |             |  |  |        |        |
|  | 10. јун - Сантијаго    |                        | Бразил              | 3 |             |             |  |  |        |        |
|  |                        | Чехословачка           | 1                   |   |             |             |  |  |        |        |
|  | Западна Немачка        | Чехословачка           | 1                   | 0 |             |             |  |  |        |        |
|  | Западна Немачка        | 13. јун – Виња дел Мар |                     | 0 |             |             |  |  |        |        |
|  | Југославија            | 1                      |                     |   |             |             |  |  |        |        |
|  | Југославија            | 1                      | Југославија         | 1 |             |             |  |  |        |        |
|  | 10. јун - Ранкагва     |                        | Југославија         | 1 |             |             |  |  |        |        |
|  |                        | Чехословачка           | 3                   |   | Треће место | Треће место |  |  |        |        |
|  | Мађарска               | Чехословачка           | 3                   | 0 | Треће место | Треће место |  |  |        |        |
|  | Мађарска               |                        | 16. јун - Сантијаго | 0 |             |             |  |  |        |        |
|  | Чехословачка           | 1                      |                     |   |             |             |  |  |        |        |
|  | Чехословачка           | 1                      | Чиле                | 1 |             |             |  |  |        |        |
|  |                        |                        |                     |   |             |             |  |  |        |        |
|  | Југославија            | 0                      |                     |   |             |             |  |  |        |        |
|  | Југославија            | 0                      |                     |   |             |             |  |  |        |        |

#### Четвртфинале
| 10. јун 1962. 14:30                  |            |                   |                                                                         |
| Чиле                                 | 2 : 1      | Совјетски Савез   | Арика Стадион Карлос Дитборн Судија: Хорн (Холандија) Гледалаца: 17.268 |
| Лионел Санчез 11’ · Еладио Рохас 29’ | (Извештај) | Игор Численко 26’ | Арика Стадион Карлос Дитборн Судија: Хорн (Холандија) Гледалаца: 17.268 |

| 10. јун 1962. 14:30 |            |          |                                                                   |
| Чехословачка        | 1 : 0      | Мађарска | Арика Стадион Ел Тененте Судија: Латичев (СССР) Гледалаца: 11.690 |
| Адолф Шерер 13’     | (Извештај) |          | Арика Стадион Ел Тененте Судија: Латичев (СССР) Гледалаца: 11.690 |

| 10. јун 1962. 14:30        |            |                 |                                                                            |
| Бразил                     | 3 : 1      | Енглеска        | Виња дел Мар Стадион Саусалито Судија: Швинт (Француска) Гледалаца: 17.736 |
| Гаринча 31’ 59’ · Вава 53’ | (Извештај) | Геру Хиченс 38’ | Виња дел Мар Стадион Саусалито Судија: Швинт (Француска) Гледалаца: 17.736 |

| 10. јун 1962. 14:30 |            |                 |                                                                      |
| Југославија         | 1 : 0      | Западна Немачка | Сантијаго Стадион Национал Судија: Јамасаки (Перу) Гледалаца: 63.324 |
| Радаковић 85’       | (Извештај) |                 | Сантијаго Стадион Национал Судија: Јамасаки (Перу) Гледалаца: 63.324 |

#### Полуфинале
| 13. јун 1962. 14:30                           |            |              |                                                                            |
| Чехословачка                                  | 3 : 1      | Југославија  | Виња дел Мар Стадион Саусалито Судија: Динст (Швајцарска) Гледалаца: 5.890 |
| Јосеф Кадраба 48’ · Адолф Шерер 80’ 84’ (пен) | (Извештај) | Јерковић 69’ | Виња дел Мар Стадион Саусалито Судија: Динст (Швајцарска) Гледалаца: 5.890 |

| 13. јун 1962. 14:30           |            |                                          |                                                                      |
| Бразил                        | 4 : 2      | Чиле                                     | Сантијаго Стадион Национал Судија: Јамасаки (Перу) Гледалаца: 76.500 |
| Гаринча 9’ 32’ · Вава 47’ 78’ | (Извештај) | Хорхе Торо 42’ · Лионел Санчез 61’ (пен) | Сантијаго Стадион Национал Судија: Јамасаки (Перу) Гледалаца: 76.500 |

#### Треће место
| 16. јун 1962. 14:30 |            |             |                                                                           |
| Чиле                | 1 : 0      | Југославија | Сантијаго Стадион Национал Судија: Гардазабал (Шпанија) Гледалаца: 67.000 |
| Еладио Рохас 90’    | (Извештај) |             | Сантијаго Стадион Национал Судија: Гардазабал (Шпанија) Гледалаца: 67.000 |

#### Финале
| 17. јун 1962. 14:30                                                        |            |                    |                                                                     |
| Бразил                                                                     | 3 : 1      | Чехословачка       | Сантијаго Стадион Национал Судија: Латичев (СССР) Гледалаца: 68.679 |
| Амарилдо Таварес да Силвеира 17’ · Хосе Ели де Миранда Зито 69’ · Вава 78’ | (Извештај) | Јозеф Масопуст 15’ | Сантијаго Стадион Национал Судија: Латичев (СССР) Гледалаца: 68.679 |

## Награде
| Победник Светског првенства 1962.   |
| ----------------------------------- |
| Репрезентација Бразила Друга титула |

| Златна копачка:                            |
| ------------------------------------------ |
| Гаринча Вава Санчез Јерковић Алберт Иванов |

## Голгетери
| 4 гола - Гаринча - Вава - Лионел Санчез - Флоријан Алберт - Валентин Козмич Иванов - Дражен Јерковић 3 гола - Амарилдо Таварес да Силвеира' - Адолф Шерер - Лајош Тихи - Милан Галић 2 гола - Хами Рамирез - Еладио Рохас - Хорхе Торо - Рон Флауерс - Уве Зелер - Ђакомо Булгарели - Игор Численко - Виктор Понедељник - Хосе Сасиа | 1 гол - Ектор Факундо - Хосе Санфилипо - Пеле - Марио Загало - Хосе Ели де Миранда Зито - Георги Соколов - Ерман Акерос - Маркос Кол - Марино Клингер - Антонио Рада - Франциско Зулуага - Јосеф Кадраба - Вацлав Машек - Јосеф Масопуст - Јозеф Штибрањи - Боби Чарлтон - Џими Гревс - Геру Хиченс | - Алберт Брилс - Хорст Симаниак - Ерне Шољмоши - Бруно Мора - Алфредо дел Агила - Исидор Дијаз - Ектор Ернандез - Алексеј Мамикин - Аделардо Родригез - Оагин Перо - Хајнц Шнајтер - Ролф Витрих - Анхел Кабрера - Луис Кубиља - Војислав Мелић - Петар Радаковић - Јосип Скоблар |